# Richard Schenkman
Richard Schenkman (nacido el 6 de marzo de 1958) es un guionista, productor de cine, director de cine y actor ocasional estadounidense. También ha sido acreditado bajo el nombre de George Axmith.

## Premios
Ha ganado siete premios en festivales de cine como el Austin Film Festival, el Festival Internacional de Cine de Oldenburgo, el Rhode Island International Film Festival y el WorldFest Flagstaff.

## Filmografía como director
- Playboy: Playmates in Paradise (1992)
- Angel 4: Undercover (1993)
- Playboy: International Playmates (1993)
- The Pompatus of Love (1996)
- October 22 (1998)
- Went to Coney Island on a Mission from God... Be Back by Five (1998)
- A Diva's Christmas Carol (2000) (TV)
- Muckraker! (2006) (TV)
- The Man from Earth (2007)
- And Then Came Love (2007)
- Abraham Lincoln vs. Zombies (2012)
- The Man from Earth: Holocene (2017)

## Filmografía como guionista
- The Pompatus of Love (1996)
- Went to Coney Island on a Mission from God... Be Back by Five (1998)
- A Diva's Christmas Carol (2000) (TV)
- Muckraker! (2006) (TV)
- Flower Girl (2009) (TV)
- The Man from Earth: Holocene (2017)